# 김나현 (다이빙 선수)
김나현(2003년 11월 8일~)은 대한민국의 다이빙 선수이다.

## 경력
경상북도 김천시 출신으로 금릉초등학교 재학 시절부터 다이빙을 했다. 이후 한일여자중학교와 율곡고등학교를 졸업했다. 고교 졸업 후인 2022년에는 강원도청 다이빙단에 입단했다.
2022년에 국가대표로 발탁되었으며 그 해 11월에 말레이시아 쿠알라룸푸르에서 열린 다이빙 그랑프리 대회를 통해 국제 대회에 처음 출전했다. 여자 플랫폼 10m 부문 동메달을 획득했으며 강민혁과 함께 혼성 10m 싱크로 종목에서 금메달을 획득했다.
2023년 7월에는 일본 후쿠오카에서 열린 203년 세계 선수권 대회에 참가했으며 여자 1m 스프링보드 종목에서 14위에 올랐다. 같은 해 8월에는 중국 청두에서 열린 유니버시아드 대회에 참가했다. 그녀는 여자 단체전에서 대한민국팀의 일원으로 은메달을 획득했으며 신정휘와 함께 혼성 10m 싱크로 플랫폼과 혼성 단체전에서 동메달을 획득했다. 이후 10월에는 중국 항저우에서 열린 2022년 아시안 게임에 참가하여 1m 스프링보드 경기에서 8위에 올랐다.
이듬해인 2024년 2월에는 카타르 도하에서 열린 2024년 세계 선수권 대회에 참가했다. 그녀는 1m 스프링보드 종목 23위, 10m 플랫폼에서 16위에 올랐고 신정휘와 함께 출전한 혼성 10m 싱크로 6위, 권하림과 함께 출전한 10m 싱크로 11위를 기록했다.